# Base de creu de terme d'Avinyonet
La Base de creu de terme d'Avinyonet és una obra d'Avinyonet de Puigventós (Alt Empordà) inclosa a l'Inventari del Patrimoni Arquitectònic de Catalunya.

## Descripció
La creu de terme d'Avinyonet de Puigventós està situada al territori de les Tres Cases, a la carretera vella d'Avinyonet a Figueres. D'aquesta creu només en queda la base de sustentació on estava enclavada, de perfil circular irregular. S'estructura amb quatre blocs de pedra de diàmetre decreixent en sentit ascendent. El bloc superior presenta esculpides, en relleu al lateral, floretes de quatre pètals a manera de sanefa decorativa. A la part superior del bloc resta una petita mostra del que va ser el fust de la creu, encastat en la base.